# 492 (số)
492 (bốn trăm chín mươi hai) là một số tự nhiên ngay sau 491 và ngay trước 493.